# Hanna Obbeek
Hanna Obbeek (Amsterdam, 24 april 1998) is een Nederlands voormalig actrice.
Ze is de dochter van zanger Jan Obbeek en actrice Johanna ter Steege. Hanna Obbeek werd bekend door haar hoofdrol in de film Briefgeheim (2010). Daarna speelde zij de hoofdrol van Akkie, in de film Achtstegroepers huilen niet (2012) in de verfilming van het gelijknamige boek van Jacques Vriens. Voor deze rol werd Obbeek genomineerd voor een Rembrandt Award in de categorie Beste Actrice. In 2013 speelde ze met Nils Verkooijen en Diana Dobbelman de hoofdrol in de film Bobby en de geestenjagers. Na enkele andere rollen richtte ze zich ook op kostuumontwerp. Zo assisteerde ze in de kostuumafdeling in de eerste afleveringen van de dramaserie Ik weet wie je bent (2018).